# Gresik (regentschap)
Gresik is een regentschap gelegen in de provincie Oost-Java in Indonesië.

## Onderdistricten
| Naam           | Opper vlakte in km2 | Inwoners Volks telling 2010 | Inwoners Volks telling 2020 | Aantal plaatsen Kelurahan /desa's | Post code    |
| -------------- | ------------------- | --------------------------- | --------------------------- | --------------------------------- | ------------ |
| Wringinanom    | 62,62               | 65.411                      | 72.845                      | 16                                | 61176        |
| Driyorejo      | 51,29               | 120.149                     | 122.743                     | 16                                | 61177        |
| Kedamean       | 65,95               | 66.715                      | 61.221                      | 15                                | 61175        |
| Meganti        | 68,73               | 119.278                     | 144.028                     | 22                                | 61174        |
| Cerme          | 71,73               | 69.217                      | 81.215                      | 25                                | 61171        |
| Benjeng        | 61,26               | 57.336                      | 62.845                      | 23                                | 61172        |
| Balongpanggang | 63,88               | 49.035                      | 53.689                      | 25                                | 61173        |
| Duduksampeyan  | 74,29               | 43.783                      | 47.058                      | 23                                | 61162        |
| Kebomas        | 30,16               | 106.259                     | 118.589                     | 21                                | 61121 -61124 |
| Gresik         | 5,54                | 76.594                      | 76.347                      | 21                                | 61111 -61119 |
| Manyar         | 97,70               | 109.949                     | 119.338                     | 23                                | 61151        |
| Bungah         | 79,84               | 57.689                      | 65.298                      | 22                                | 61152        |
| Sidayu         | 47,13               | 40.650                      | 43.492                      | 21                                | 61153        |
| Dukun          | 59,08               | 54.384                      | 62.738                      | 26                                | 61155        |
| Panceng        | 62,77               | 39.535                      | 50.525                      | 14                                | 61156        |
| Ujungpangkah   | 94,82               | 41.828                      | 48.955                      | 13                                | 61154        |
| Sangkapura     | 118,27              | 45.755                      | 50.612                      | 17                                | 61181        |
| Tambak         | 78,70               | 24.475                      | 29.677                      | 13                                | 61182        |
| Totals         | 1.193.76            | 1.177.042                   | 1.311.215                   | 356                               |              |

Stadsgemeenten: Batu · Blitar · Kediri · Madiun · Malang · Mojokerto · Probolinggo · Pasuruan · Surabaya

Regentschappen: Banyuwangi · Bangkalan · Blitar · Bojonegoro · Bondowoso · Gresik · Jember · Jombang · Kediri · Lamongan · Lumajang · Madiun · Magetan · Malang · Mojokerto · Nganjuk · Ngawi · Pacitan · Pamekasan · Pasuruan · Ponorogo · Probolinggo · Sampang · Sidoarjo · Situbondo · Sumenep · Trenggalek · Tuban · Tulungagung